# Pierre Sinibaldi
Pierre Sinibaldi   (Montegrosso, 29 de febrer de 1924 - Toló, 24 de gener de 2012) fou un futbolista francès de la dècada de 1940 i entrenador.
Fou internacional amb la selecció francesa. Pel que fa a clubs, defensà els colors de Troyes, Stade de Reims, FC Nantes, Olympique de Lió i Perpinyà FC.
Com a entrenador dirigí clubs com RSC Anderlecht, AS Monaco, UD Las Palmas i Sporting de Gijón.
Dos germans seus Paul i Noël també van ser futbolistes.